# Plac Przymierza w Warszawie
Plac Przymierza – plac na Saskiej Kępie w Warszawie.

## Układ
Plac położony jest u zbiegu ulic: Francuskiej, Zwycięzców i Paryskiej. Stanowi część ciągu – Wersalska – Paryska – plac Przymierza - Francuska – rondo Waszyngtona.

## Opis
Nazwa związana jest nawiązaniem do aliantów i ich zwycięstwa w I wojnie światowej. Podobnie jak cały ciąg komunikacyjny, plac swoją nazwą upamiętnia też sojusz polsko-francuski z okresu międzywojennego.
W 1963 przy placu otwarto kino Sawa. Było to jedyne kino na Saskiej Kępie. Na skwerze przed kinem ustawiono rzeźbę syrenki-dziewczyny trzymającej w opuszczonych dłoniach bukiet kwiatów dłuta Jerzego Chojnackiego. 
Między kinem a samym skrzyżowaniem istniał również parking. Od strony wschodniej zaś za ul. Wandy Klub Sportowy „Drukarz” z boiskiem i błoniami rozciągającymi się aż do ulicy Saskiej. Obecnie znajduje się tam duży kompleks bloków mieszkalno-handlowych. W 2000 kino zostało zburzone, a na jego miejscu wzniesiono wielki budynek mieszkalno-usługowy. 
Na skutek wybudowania dwóch dużych budynków na początku XXI wieku, pomimo zachowania nazwy, plac Przymierza przestał być placem.
Na placu znajduje się popiersie Stefana Żeromskiego wykonane przez Stanisława Sikorę, odsłonięte w 1987 przed kinem Sawa. W związku z rozbiórką kina i zabudową placu nowymi budynkami zostało przeniesione kilkadziesiąt metrów od pierwotnego miejsca i ponownie odsłonięte w 2001.